# Women’s Premier Ice Hockey League 2007/08
Die Saison 2007/08 war die 26. Austragung der höchsten englischen Fraueneishockeyliga, der Women’s Premier Ice Hockey League. Die Ligadurchführung erfolgt durch die English Ice Hockey Association, den englischen Verband unter dem Dach des britischen Eishockeyverbandes Ice Hockey UK. Der Sieger erhielt die Bill Britton Memorial Trophy.

## Modus
Zunächst spielten alle Mannschaften eine einfache Runde mit Hin- und Rückspiel. Die vier Besten erreichten das Halbfinale. Der Letzte musste in die Relegation gegen den Besten der 1. Division. In der Finalrunde wurde jeweils nur ein Spiel zwischen den Kontrahenten ausgetragen.

## Hauptrunde
| Platz | Mannschaft               | Spiele | S  | U | N  | Punkte  | Tore |
| ----- | ------------------------ | ------ | -- | - | -- | ------- | ---- |
| 1.    | Slough Phantoms          | 18     | 17 | 0 | 1  | 167:033 | 34   |
| 2.    | Sheffield Shadows        | 18     | 17 | 0 | 1  | 140:024 | 34   |
| 3.    | Bracknell Queen Bees (M) | 18     | 13 | 1 | 4  | 120:051 | 27   |
| 4.    | Guildford Lightning      | 18     | 11 | 1 | 6  | 061:044 | 23   |
| 5.    | Cardiff Comets           | 18     | 8  | 0 | 10 | 063:091 | 16   |
| 6.    | Newcastle Northern Stars | 18     | 6  | 1 | 11 | 053:088 | 13   |
| 7.    | Kingston Diamonds        | 18     | 4  | 3 | 11 | 041:085 | 11   |
| 8.    | Streatham Storm          | 18     | 5  | 1 | 12 | 039:070 | 11   |
| 9.    | Solihull Vixens          | 18     | 4  | 1 | 13 | 048:097 | 9    |
| 10.   | Billingham Wildcats (N)  | 18     | 0  | 1 | 17 | 039:193 | 1    |

## Final Four

### Halbfinale
| 24. Mai 2008 15:45 Uhr | Slough Phantoms | 7:1 (1:0, 2:0, 4:1) Spielbericht | Guildford Lightning | Sheffield |

| 24. Mai 2008 18:00 Uhr | Sheffield Shadows | 7:2 (3:0, 1:0, 3:2) Spielbericht | Bracknell Queen Bees | Sheffield |

### Spiel um den 3. Platz
| 25. Mai 2008 12:20 Uhr | Guildford Lightning | 4:10 (1:2, 3:2, 0:6) Spielbericht | Bracknell Queen Bees | Sheffield |

### Finale
| 25. Mai 2008 18:05 Uhr | Slough Phantoms | 2:4 (0:0, 1:2, 1:2) Spielbericht | Sheffield Shadows | Sheffield |

## Relegation
Im Kampf um einen Platz in der höchsten Liga traten die Sieger der Hauptrunde beider Gruppen der Division I gegeneinander an. Der Gewinner des Spiels trat dann gegen den Letztplatzierten der Premier League an. Die Swindon Topcats aus der Südgruppe konnten sich zweimal deutlich durchsetzen und erreichten den Aufstieg.
|  | Nottingham Vipers | 0:11 (-:-, -:-, -:-) | Swindon Topcats |  |

|  | Billingham Wildcats | 0:7 (-:-, -:-, -:-) | Swindon Topcats |  |

## Division 1
Die Women’s National Ice Hockey League ist nach der Premier League die zweite Stufe der englischen Fraueneishockeyliga. In ihr ist die Division 1 die höchste Klasse. Sie ist in drei regionale Gruppen gegliedert.
| North | North                  | North  | North | North  | North    | North    | North  |
| ----- | ---------------------- | ------ | ----- | ------ | -------- | -------- | ------ |
| Platz | Mannschaft             | Spiele | Siege | Unent. | Niederl. | Tore     | Punkte |
| 1.    | Nottingham Vipers      | 14     | 11    | 2      | 1        | 117:031  | 24     |
| 2.    | Telford Wrekin Raiders | 14     | 12    | 0      | 2        | 0136:048 | 24     |
| 3.    | Sheffield Shadows B    | 14     | 9     | 0      | 5        | 078:043  | 18     |
| 4.    | Whitley Bay Squaws     | 14     | 8     | 0      | 6        | 089:067  | 16     |
| 5.    | Flintshire Furies      | 14     | 6     | 0      | 8        | 068:073  | 12     |
| 6.    | Coventry Phoenix       | 14     | 5     | 2      | 7        | 058:054  | 12     |
| 7.    | Blackburn Thunder      | 14     | 2     | 0      | 12       | 040:108  | 4      |
| 8.    | Peterborough Penguins  | 14     | 1     | 0      | 13       | 021:183  | 2      |

| South | South                      | South  | South | South  | South    | South   | South  |
| ----- | -------------------------- | ------ | ----- | ------ | -------- | ------- | ------ |
| Platz | Mannschaft                 | Spiele | Siege | Unent. | Niederl. | Tore    | Punkte |
| 1.    | Swindon Topcats            | 18     | 18    | 0      | 0        | 187:025 | 36     |
| 2.    | Chelmsford Cobras          | 18     | 15    | 0      | 3        | 145:028 | 30     |
| 3.    | Basingstoke Bison Ladies   | 18     | 14    | 0      | 4        | 131:046 | 28     |
| 4.    | Oxford City Midnight Stars | 18     | 13    | 0      | 5        | 115:055 | 26     |
| 5.    | Invicta Dynamics           | 18     | 7     | 1      | 10       | 058:072 | 15     |
| 6.    | Streatham B                | 18     | 6     | 1      | 12       | 042:087 | 13     |
| 7.    | Milton Keynes Falcons      | 18     | 5     | 2      | 11       | 079:075 | 12     |
| 8.    | Oxford University          | 18     | 5     | 0      | 13       | 049:151 | 10     |
| 9.    | Bracknell Firebees         | 18     | 4     | 1      | 13       | 036:121 | 9      |
| 10.   | Basingstoke Bears          | 18     | 0     | 1      | 17       | 014:146 | 1      |

Finalrunde
In einem Finalturnier wurde zwischen den jeweils beiden Besten der beiden Gruppen um den Sieg in der Division 1 gespielt. Der Sieger erlangte das Recht des Relegationsspiels gegen den Letztplatzierten der Premier League um einen Startplatz in der WPIHL.
| 24. Mai 2008 12:15 Uhr | Nottingham Vipers | 4:10 (0:5, 2:3, 2:2) Spielbericht | Chelmsford Cobras | Sheffield |

| 24. Mai 2008 14:00 Uhr | Swindon Topcats | 7:4 (2:1, 2:0, 3:3) Spielbericht | Telford Wrekin Raiders | Sheffield |

Spiel um Platz 3
| 25. Mai 2008 10:35 Uhr | Nottingham Vipers | 3:4 (1:1, 1:1, 1:2) Spielbericht | Telford Wrekin Raiders | Sheffield |

Finale
| 25. Mai 2008 16:20 Uhr | Chelmsford Cobras | 4:6 (2:1, 0:3, 2:2) Spielbericht | Swindon Topcats | Sheffield |